# Corruzione a Cuba
Cuba ha sofferto di un alto livello di corruzione sin dalle sue origini, con l'indipendenza e la costituzione della Repubblica di Cuba nel 1902.
Sulle cause di questa situazione non vi è consenso tra gli studiosi. Jules R. Benjamin, per esempio, ritiene che la corruzione della vita politica sia stata ereditata dai secoli in cui l'isola fu colonia spagnola e rafforzata dalla condizione di indipendenza limitata in cui l'isola fu tenuta nella prima metà del Novecento da parte degli Stati Uniti.
L'indice di percezione della corruzione del 2021, a cura di Transparency International, (organizzazione internazionale non governativa che si occupa della corruzione) ha assegnato allo stato di Cuba il punteggio di 46/100 (dove lo 0 indica il livello massimo di corruzione e 100 il minimo). Cuba si posiziona 64º su 180 paesi esaminati, dove il paese più alto in classifica è quello con il minore livello di corruzione.

## Corruzione dall'indipendenza alla rivoluzione
Già alle origini, la Repubblica di Cuba era caratterizzata da una radicata tradizione di corruzione coloniale, in cui il coinvolgimento nella politica fungeva come una opportunità per l'élite di accumulare ricchezza. Il periodo del primo presidente cubano, Don Tomas Estrada Palma, che coincide con gli anni che vanno dal 1902 al 1906, è considerato un'eccezione, e quello in cui fu più rispettata l'integrità amministrativa nella storia della Repubblica di Cuba.
Tuttavia, l'occupazione da parte degli Stati Uniti nel 1906 portò alla nomina di due governatori statunitensi. Il primo fu William Howard Taft, il quale governò per un periodo assai breve (29 settembre - 13 ottobre 1906). Gli succedette il diplomatico Charles Edward Magoon, che assunse le redini del governo fino al 1909. Il governo di Magoon fu molto discusso in quanto molti si domandarono se effettivamente egli condannava la corruzione oppure se era lui stesso coinvolto in pratiche di tale genere.

Il presidente successivo fu Jose Miguel Gomez. Egli fu il primo presidente cubano ad essere effettivamente coinvolto in scandali di corruzione pervasiva e corruzione del governo; inoltre incoraggiò la diffusione capillare della speculazione ai limiti della legge e del gioco d'azzardo. Questi scandali riguardavano tangenti che sarebbero state pagate a funzionari e legislatori cubani e anche il pagamento di tasse a soci del governo e funzionari di alto livello. 

L'Avana nella cartina di Cuba

Il successore di Gomez fu Mario Garcia Menocal, in carica dal 1913 al 1921. Egli si impegnò a porre fine agli scandali di corruzione, ma la corruzione si intensificò anche sotto il suo governo.
I casi di frode divennero via via più comuni;  privati e appaltatori spesso collaboravano con funzionari pubblici e legislatori. Sotto l'amministrazione di Menocal si ebbe l'esplosione dell'economia cubana dello zucchero, la quale rappresenta anche dopo il Duemila la principale fonte di esportazioni del paese.
Però, la situazione dell'economia dello zucchero venne all'epoca considerata da Charles Edward Chapman una forte causa dell'aumento della corruzione. Lo scoppio della Prima Guerra Mondiale in quegli anni non fu d'aiuto per controllare questa situazione, dato che essa permise al governo cubano di manipolare i prezzi dello zucchero, le vendite dei prodotti da esportare e i permessi di importazione.
Alfredo Zayas succedette a Menocal dal 1921 al 1925. In quegli anni sia la piccola che la grande corruzione si diffusero in quasi tutti gli aspetti della vita pubblica e l'amministrazione cubana divenne ampiamente caratterizzata dal nepotismo in quanto lo stesso Zayas faceva affidamento su amici e parenti per ottenere illegalmente un maggiore accesso alla ricchezza.
Gerardo Machado, durante la sua successiva amministrazione dal 1925 al 1933, tentò di diminuire la corruzione e migliorare le prestazioni del settore pubblico. Anche se Machado riuscì a ridurre la corruzione di basso livello e di piccola entità, la grande corruzione persisteva ancora in gran parte.
Machado intraprese progetti di sviluppo che consentirono la persistenza della grande corruzione attraverso l'aumento di costi e la creazione di ampi margini che permisero ai funzionari pubblici di appropriarsi illegalmente di denaro. Sotto il suo governo, le opportunità di corruzione si concentrarono nelle mani di pochi con procedure di acquisto del governo più centralizzate e mirate e la raccolta di tangenti avveniva tra un numero minore di burocrati e amministratori. Attraverso lo sviluppo delle infrastrutture immobiliari e la crescita dell'industria del turismo cubano, l'amministrazione governativa di Machado fu in grado di utilizzare una serie di informazioni per trarre profitto da accordi commerciali del settore privato.
La corruzione pervase la vita pubblica sotto le amministrazioni dei presidenti Ramon Grau e Carlos Prio Socarras. Si ipotizza che Prio abbia rubato oltre 90 milioni di dollari di fondi pubblici, che equivalgono a un quarto del bilancio nazionale annuale.
Dal 1940 al 1944 Cuba fu amministrata dal governo eletto di Fulgencio Batista. Durante questo periodo di tempo, la base di appoggio di Batista consisteva principalmente di politici corrotti e funzionari militari.
Nel 1942, il Dipartimento di Stato americano si disse preoccupato per il dilagamento della corruzione sotto Batista, descrivendo il problema come "endemico" e di gravità superiore rispetto a ciò che era accaduto in precedenza.
Il senatore Eduardo Chibas si dedicò alla denuncia della corruzione e arrivò a formare nel 1947 il Partido Ortodoxo per promuovere il suo obbiettivo.
In termini di società civile, la corruzione all'interno della polizia e del governo permise l'espansione delle organizzazioni criminali a Cuba. Franklin Roosevelt l'allora presidente degli Stati Uniti cercò di aiutare Cuba tramite l'invio di esperti per agevolare la riforma dell'amministrazione pubblica cubana, cosa che però Batista rifiutò.
Più tardi, nel 1952, Batista guidò un colpo di stato militare sostenuto dagli Stati Uniti contro Prío Socarrás e governò fino al 1959. Batista guidò una dittatura corrotta che prevedeva stretti legami la criminalità organizzata e la riduzione delle libertà civili dei cubani; forgiò inoltre forti alleanze con investitori stranieri e aumentò la presenza di casinò illegali e organizzazioni criminali nella capitale del paese. In sostanza, questo periodo portò Batista a impegnarsi in pratiche di corruzione più sofisticate sia a livello amministrativo che a livello della società civile.
La situazione nella società civile degenerò. Quantità crescenti di poliziotti corrotti, censura della stampa e dei media, creazione di campagne anticomuniste che reprimevano l'opposizione con violenze, torture ed esecuzioni pubbliche, erano alcuni degli aspetti tipici della Cuba di quel tempo. Con la dittatura di Batista si dissolse anche l'antica cultura della tolleranza e dell'accettazione della corruzione, tanto che ci furono dichiarazioni da parte dei cittadini che scrissero: "per quanto corrotti Grau e Prío fossero, li abbiamo eletti e quindi abbiamo permesso loro di derubarci. Batista ci deruba senza il nostro permesso".
Nel frattempo, il Partito Comunista di Cuba, ancora clandestino, si affermò anche come una forza politica meno soggetta alla corruzione rispetto alle altre.

## Corruzione dopo la rivoluzione

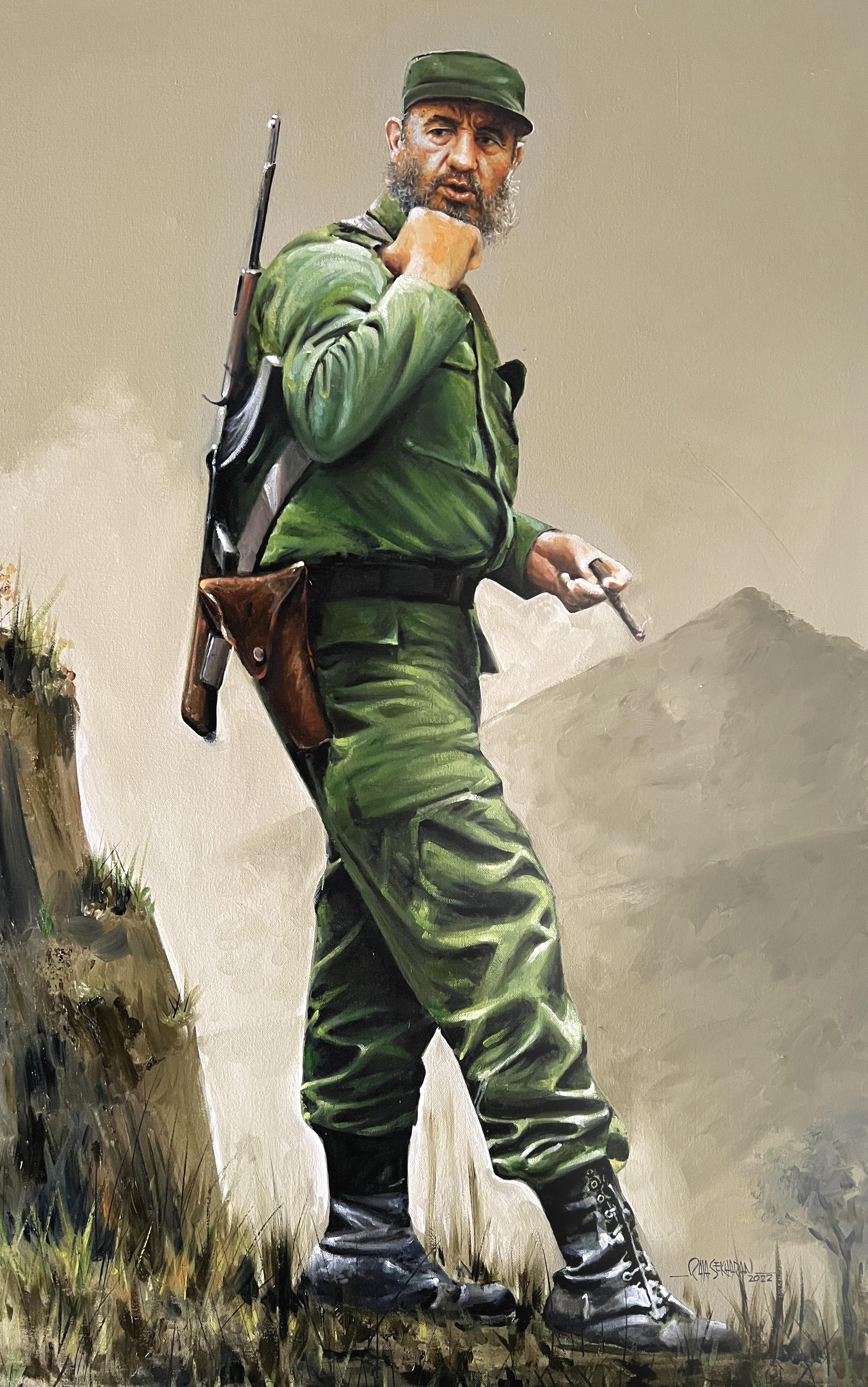
Dipinto raffigurante Fidel Castro

Una volta che il Partito Comunista di Cuba ebbe preso il controllo del governo cubano, Fidel Castro iniziò a eliminare tutti i resti del sistema fondato da Batista, considerato altamente corrotto. Ciò comprese l'esecuzione di diversi seguaci di Batista e la confisca di tutte le ricchezze appartenenti a funzionari corrotti. Il governo cubano dal 1959 in poi si trasformò quindi da una dittatura militare a uno stato socialista a partito unico.
Nonostante i loro sforzi per liberare Cuba dai problemi precedenti, i governi di Fidel prima, e Raul Castro poi, non fecero altro che istituzionalizzare la corruzione con monopoli governativi e clientelismo.
Sebbene lo stato non tollerasse l'opposizione politica o economica al governo, si formò un sistema di vantaggi speciali per i membri di alto rango della nomenklatura cubana e dei militari, che potevano godere di privilegi che non erano disponibili per i cittadini comuni. Questo gruppo privilegiato era particolarmente soggetto alla corruzione a causa del suo accesso alle risorse statali. In quanto tale, la nomenklatura ha potuto beneficiare di privilegi come l'esenzione dal sistema di razionamento, l'ottenimento di alimenti e beni di consumo importati, l'accesso ad alloggi migliori e speciali ospedali e farmaci e la possibilità di viaggiare all'estero. I componenti della nomenklatura cubana venivano anche chiamati pinchos, pinchos grandes o mayimbes.
Nel 1968, lo stato cubano aveva nazionalizzato il 100% dell'industria, dell'edilizia, dei trasporti, del commercio al dettaglio, del commercio all'ingrosso e estero, delle banche e dell'istruzione. Nel 1988 arrivò a controllare il 92% dell'agricoltura statale. In questo periodo, misurare la corruzione a Cuba era difficile. Tuttavia vi sono alcune informazioni su attività corrotte di Cuba inerenti ad ex operazioni di mercato nero, abuso d'ufficio e presenza della nomenklatura cubana. Altre forme di comportamento corrotto come il pagamento di tangenti erano probabilmente presenti, ma risultano molto più difficili da misurare.
Il nuovo sistema economico degli anni novanta a Cuba incluse nuove e limitate opportunità di lavoro autonomo nelle nuove industrie private come i ristoranti. Tuttavia, a causa della scarsità di questi posti di lavoro, gran parte della popolazione cubana fece ricorso al mercato nero e all'economia sommersa. I cittadini cubani dipendevano inoltre dal mercato nero per l'accesso alle risorse di base che presentano costi elevati nelle imprese statali.

### Il Sociolismo
Sociolismo (o amiguismo) è il termine informale che viene usato a Cuba per descrivere lo scambio reciproco di favori tra individui. Solitamente riguarda l'elusione di vincoli burocratici o l'ottenimento di beni di difficile reperibilità, ed è un sistema che sostanzialmente comporta la ricompensa di amici e familiari di funzionari governativi.
L'origine del termine deriva dalla parola spagnola socio che significa socio in affari o amico, ed è un gioco di parole sul termine socialismo. È analogo al blat dell'Unione Sovietica.

## Dopo il Duemila
Nel 2001, il governo cubano ha istituito un ministero del controllo per indagare sulla corruzione e migliorare l'efficienza dell'economia cubana.
Fidel Castro annunciò nel 2005 nuovi sforzi per sradicare i casi di corruzione ed evitare la cattiva distribuzione di beni e servizi governativi. Ciò includeva un'importante iniziativa per gli alloggi che prevedeva la partecipazione dei governi locali e dei cittadini come strategia per prevenire pratiche di corruzione e massimizzare i benefici del programma per gli alloggi. Castro promise poi nello stesso anno di intraprendere una battaglia contro il furto, la condotta immorale e l'uso improprio delle risorse del governo. Il giornale cubano Juventud Rebelde presentò nel 2006 i risultati di un'inchiesta in cui si dichiarava che oltre la metà delle aziende statali esaminate ingannava in qualche modo i clienti.
Dopo che Raúl Castro ebbe preso il potere nel 2006, furono portati a galla oltre 10 scandali di corruzione e diversi funzionari pubblici vennero arrestati. Nel 2008, il governo condusse ulteriori iniziative per reprimere possibili casi di corruzione attraverso audit e ispezioni; venne anche istituito l'Ufficio del controllore generale per combattere la corruzione dopo che lo stesso Raúl aveva affermato che la corruzione rischiava di distruggere "i valori e la moralità di Cuba e di corrodere le nostre istituzioni".
Dal 2018 in poi a governare Cuba è Miguel Díaz-Canel che, ai tempi in cui era dirigente provinciale del Partito Comunista di Cuba si era guadagnato la fama di essere un instancabile cane da guardia contro la corruzione delle imprese statali, nei confronti delle quali ordinava ispezioni a qualsiasi ora del giorno e della notte.